# Alfaraz de Sayago
Alfaraz de Sayago es un municipio y lugar español de la provincia de Zamora, en la comunidad autónoma de Castilla y León. Cuenta con una población de 124 habitantes (INE 2024).
Se ubica en la comarca de Sayago, al sur de la provincia de Zamora, lindando con la comarca salmantina de Tierra de Ledesma. En su término municipal se encuentran las localidades de Alfaraz y Viñuela de Sayago, junto a un buen número de dehesas que conforman su típico paisaje adehesado, con predominio de encinas y de otras especies quercíneas.
El castillo del Asmesnal, situado en la dehesa del Asmesnal, y la ermita románica de Santa María de Torremut, situada en la dehesa de Torremut, dejan constancia de la importancia pasada de este territorio. También conserva antiguas manifestaciones culturales que, como la vaca vayona, se enmarcan dentro de las muestras etnográficas propias de la comarca de Sayago y, en general, de las mascaradas de invierno de la provincia de Zamora.

## Toponimia
Alfaraz es un nombre de indudable raigambre árabe. Sin embargo, los autores no han establecido su procedencia exacta, existiendo en la actualidad dos posibles opciones árabes. Para unos procede alfarás, nombre hispanoárabe derivado del árabe clásico faras, es decir, nombre del caballo que usaron las tropas ligeras árabes. Otros autores creen que también pudo derivar de al-harsh que es el campo. El período de Al-Ándalus dejó numerosos ejemplos de topónimos árabes en la comarca de Sayago (Almeida, Cozcurrita, Fariza, Gáname, Tamame o Zafara) y en el resto de la provincia de Zamora (Alcubilla de Nogales, Algodre, Almaraz de Duero, Barrio de Rábano o Venialbo, entre otros).
En el término municipal de Alfaraz se encuentra el topónimo Asmesnal, con el que se designa a la dehesa y castillo situada en la caterretera que une Zamora con Ledesma a través de Peñausende. Este topónimo responde a un modelo tradicional del área leonesa, consistente en un nombre de árbol en singular y femenino, como era común en las hablas leonesas; en el caso del Asmesnal es inevitable acudir a la base la amexinar, es decir, 'el ciruelo damasceno'.

## Geografía física

### Ubicación

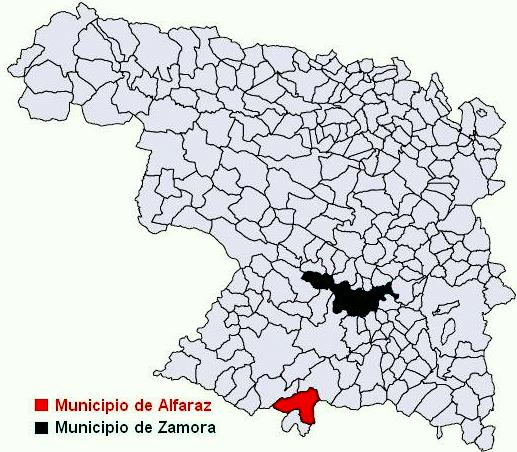
Alfaraz en la provincia de Zamora.

Alfaraz es un municipio español perteneciente a la comunidad autónoma de Castilla y León y a la provincia de Zamora. Dentro de esta última se encuentra situado en la zona más meridional, limitando parte de su término con la provincia de Salamanca.
Pertenece a la histórica y tradicional comarca de Sayago, encontrándose situado también en su zona más meridional, junto a la comarca salmantina de Tierra de Ledesma.
El municipio incluye la pequeña localidad, y término, de Viñuela de Sayago. En el pasado también llegó a incluir la localidad y término de Escuadro, actualmente integrado en el municipio de Almeida de Sayago.
Desde 1986 se encuentra integrada en la mancomunidad Sayagua. Esta última es una agrupación voluntaria de municipios de la comarca de Sayago, constituida para la prestación del servicio de abastecimiento de agua, de otros servicios de competencia municipal y para la realización de obras de interés común.
| Noroeste: Almeida de Sayago | Norte: Escuadro         | Noreste: Viñuela de Sayago     |
| Oeste: Almeida de Sayago    |                         | Este: Viñuela de Sayago Santiz |
| Suroeste Pelilla            | Sur: Moraleja de Sayago | Sureste: Santiz                |

### Clima
El clima de Alfaraz, al igual que de la restante penillanura de Sayago, es mediterráneo continentalizado, con un invierno que suele comenzar en noviembre y prolongarse hasta mediados de abril, verano caluroso y muy seco, mientras que cuenta con primaveras y otoños muy cortos. En general, el índice pluviométrico es bajo a lo largo del año, excepto los meses de invierno.

## Naturaleza

### Geología

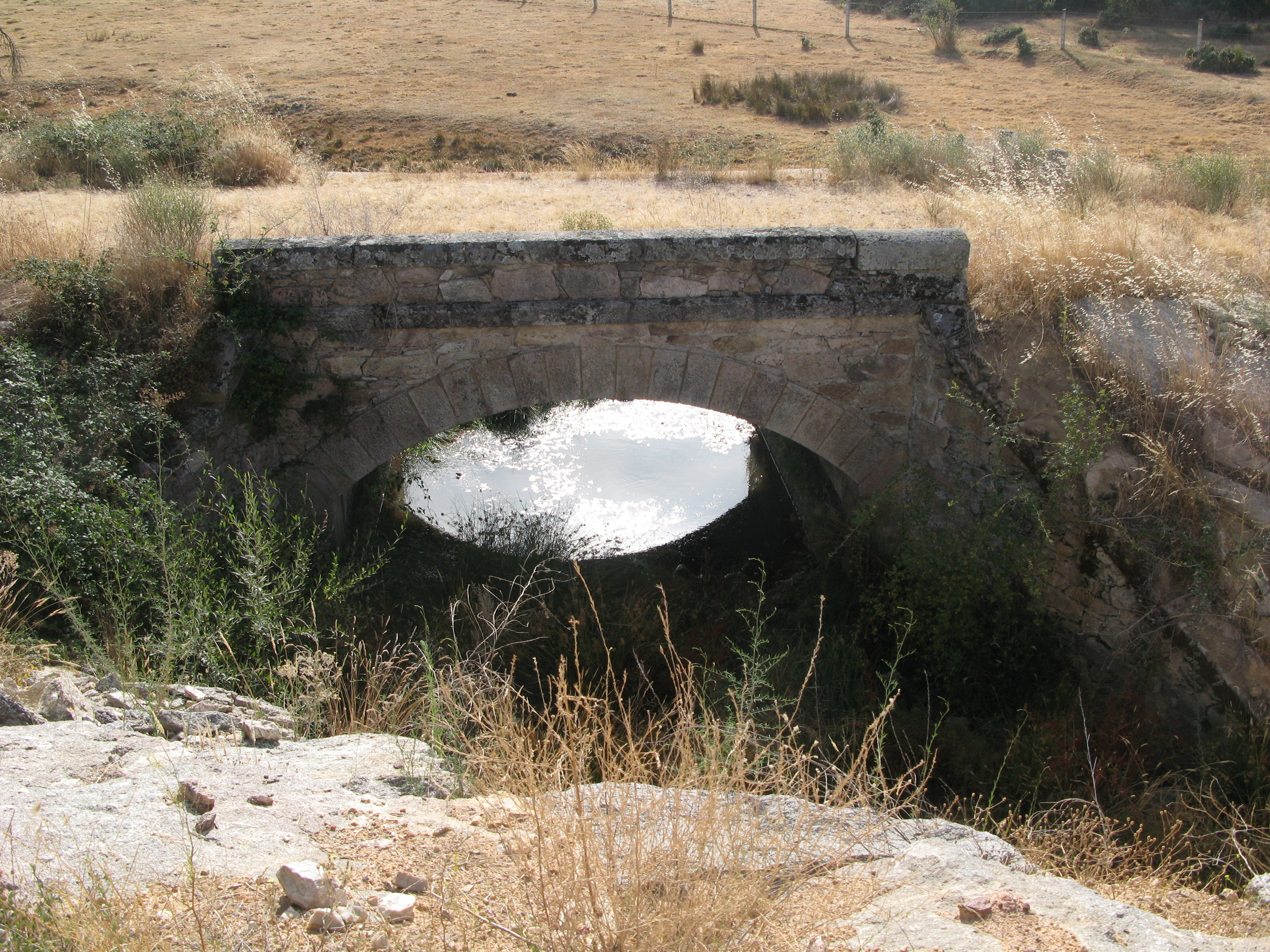
Puente sobre la rivera del Asmesnal

Se asienta sobre la penillanura sayaguesa, una extensa zona relativamente llana con una altitud media de 750 m, siendo la altitud de Alfaraz de 850 m. Su aparente horizontalidad, es matizada con la presencia de tesos, berrocales, hondonadas y riveras. Geológicamente se encuentra situado en la zona norte de la zona centroibérica del macizo ibérico o hespérico que forma parte de la cadena hercínica europea. Se encuentra formada, esencialmente, por materiales de la edad paleozoica (350 m.a.). Afloran en la zona fundamentalmente materiales ígneos y metamórficos, además de pequeños recubrimientos terciarios y cuaternarios.
Su término se encuentra circunvalado por montes de encina, roble y jara. El casco urbano está situado al mediodía de un cerro, entre los arroyos de las Peñas y del Prado Concejo.

### Flora y fauna
En este municipio destaca la preeminencia de un paisaje de tipo adehesado, debido especialmente al importante número de dehesas que históricamente han existido y que aún perviven hoy. Entre estas explotaciones multiproductivas, destacan las dehesas de Soguino, Tolilla, Torremut, Macada y Macadina.
Estas grandes explotaciones cuentan con una notable vocación forestal, basada en el aprovechamiento de las quercíneas, especies generalmente predominantes entre las que destaca la encina, que sin embargo no presentan su densidad natural, puesto que han sido entresacadas por el hombre para la creación de pastizales, para un aprovechamiento predominantemente ganadero —ovino, bovino, cerda y cabrío sobre todo— en régimen extensivo.
La especie por antonomasia de la dehesa es la encina y en menor medida el alcornoque. Además, nos podemos encontrar, entre muchas otras, especies como el quejigo, el rebollo, el carrasco, el enebro rojo y el algarrobo, entre otros.
La dehesa ofrece un inmejorable hábitat a muchas especies de animales que la pueblan, consumiendo sus productos y refugiándose en o entre sus árboles. De los animales no domésticos, llaman la atención especies cinegéticas como el jabalí, la liebre, el conejo, entre otros. Por los cielos destaca la cigüeña, el buitre leonado o el alimoche, entre otros.

## Historia
En la denominada cortina del Tejar, y otras adyacentes, se han hallado restos cerámicos de los siglos III-IV, dato que permite asignar a Alfaraz un origen que, cuando menos, es tardorromano. Esta hipótesis se ve reforzada con el hecho de que por esta localidad pasaba la calzada romana que unía Zamora y Ledesma. Al margen del citado yacimiento, no se dispone de otros indicios que permitan retrotraer su fecha de primera ocupación.
Alfaraz conserva en su nombre, de clara raíz árabe, el principal testimonio del periodo de dominación musulmán. Posiblemente esta sea una de las localidades en las que su población se mozarabizó, seguramente como consecuencia del mayor poder y prestigio andalusí de la época.
Alfaraz se integró en el Reino de León en el 939, tras la victoria de las tropas de la coalición cristiana que encabezó Ramiro II de León el Grande, sobre el ejército musulmán de Abd al-Rahman III en la batalla de Simancas. La derrota de las huestes califales permitió el avance de la frontera leonesa que pasó del río Duero al río Tormes. Como consecuencia, los vencedores iniciaron un proceso repoblador sobre el territorio conquistado que supuso la ocupación efectiva de los castros existentes –por ser puntos centrales de la organización indígena preexistente- y la colmatación del espacio mediante la creación o la reestructuración  de asentamientos. Alfaraz fue una de las localidades sayaguesas que se vio inmersa en este proceso como localidad preexistente, dado que sería absurdo que surgiera con nombre árabe en medio de un proceso colonizador impulsado por gentes de lengua romance.
Tras la conquista y repoblación leonesa,  aparecen las primeras menciones documentales de las distintas localidades de la comarca de Sayago. Alfaraz está documentada en la delimitación territorial que el fuero de Ledesma (1161) hace de esta villa cuando dice «commo prende en sommo del sierro de Penna Gusende e en Santiz et de termina Alfaraz et Pennela e con La Almexnal et de termina Vallonziel cum Torre de Unmum». El mismo documento también hace referencia al Almexnal —identificada con la actual dehesa de Asmesnal— y a Torre de Unmum —actual dehesa de Torremut, también llamada Torre de Vermudo y Torre de Vernuy en documentación del siglo XIII—.
Se conservan varios documentos del siglo XVIII que se refieren a Alfaraz. Una de ellos fue el padrón de 1763 y otro es del geógrafo Tomás López, en la que se aporta una descripción detallada del territorio sayagués de finales de siglo. Perteneció a la cuadrilla de Almeida, que era una de las cuatro en que se dividía el antiguo partido de Sayago dentro de la jurisdicción de la ciudad de Zamora. En el siglo XIX, la división provincial de 1833 encuadró a Alfaraz en la provincia de Zamora y esta a su vez en la Región Leonesa, la cual, como todas las regiones españolas de la época, carecía de competencias administrativas. Un año después Alfaraz fue adscrita al partido judicial de Bermillo de Sayago.
Tras la constitución de 1978, Alfaraz pasó a formar parte en 1983 de la comunidad autónoma de Castilla y León, en tanto municipio adscrito a la provincia de Zamora. Ese mismo año, tras la supresión del partido judicial de Bermillo de Sayago, Alfaraz fue integrado en el actual partido judicial de Zamora.

## Geografía humana

### Demografía
Cuenta con una población de 124 habitantes (INE 2024).
| Gráfica de evolución demográfica de Alfaraz de Sayago entre 1842 y 2021 |
| |
| Población de derecho según los censos de población del INE Población de hecho según los censos de población del INEEn estos censos se denominaba Alfaraz: 1842, 1857, 1860, 1877, 1887, 1897, 1900, 1910, 1920, 1930, 1940, 1950, 1960, 1970, 1981 y 1991 Entre el censo de 1970 y el anterior, crece el término del municipio porque incorpora a 49537 (Viñuela de Sayago) |

Este municipio ha experimentado una notable pérdida de población durante los siglos XX y XXI. Esta sangría demográfica es consecuencia directa del fenómeno denominado éxodo rural, especialmente virulento en las zonas rurales fronterizas de Zamora y Salamanca, como es el caso del municipio de Alfaraz y, en general, de las comarcas de Sayago y Aliste en Zamora.
La línea de tendencia es decreciente y con clara continuidad en su caída durante las sucesivas décadas, salvo dos contadas excepciones de crecimiento. La primera entre 1900 y 1910, década con un fuerte proceso de ruralización, impuesto por situaciones de postguerra. La segunda entre 1960 y 1970, década en la que se incorpora al municipio la localidad de Viñuela a Alfaraz.
La población que emigró de Alfaraz, se dirigió hacia cuatro ámbitos geográficos receptores:
- Provincial, hacia la capital provincial zamorana.
- Regional, principalmente hacia Valladolid y, en menor medida, Salamanca.
- Nacional, las grandes áreas urbano-industriales del país: Madrid, Barcelona y País Vasco.
- Internacional, los países desarrollados de Europa occidental, como Francia, Suiza y Alemania. Aunque la emigración exterior tiene una primera gran etapa que va desde principios del siglo XX y hasta 1950, cuyo destino final es, sobre todo, Iberoamérica. A partir de los 50 la emigración se dirige hacia Europa occidental, en plena fase de desarrollo industrial y urbano que hace que los centros receptores europeos tengan gran capacidad de atracción.

En los últimos años continúa el declive demográfico en el municipio de Alfaraz. En estas últimas décadas, los estragos del masivo éxodo rural se dejan notar, y el efecto negativo de una población demasiado envejecida influye más que los movimientos de emigración propiamente dichos.
Como consecuencia las principales tasas demográficas comparadas de Alfaraz de Sayago en 2010, arrojan la siguiente información:
| Tasa           | Alfaraz | Castilla y León | España |
| -------------- | ------- | --------------- | ------ |
| Dependencia    | 128,2%  | 52,6%           | 46,2%  |
| Envejecimiento | 47,8%   | 22,6%           | 16,9%  |
| Maternidad     | 27,8%   | 17,6%           | 21,0%  |
| Tendencia      | 250,0%  | 100,7%          | 106,4% |
| Reemplazo      | 38,1%   | 100,1%          | 120,6% |

La pirámide de población del municipio de Alfaraz responde a un modelo ecléctico entre regresivo y desequilibrado. Regresivo por mostrar una clara tendencia de envejecimiento de la población del municipio, principalmente debido a los factores del éxodo rural y a la baja tasa de natalidad, entre otros condicionantes. Desequilibrada en cuanto a su composición por grupos de edad y sexo, siendo especialmente significativo el alto porcentaje de mujeres con edad superior a los 80 años o el de varones en varios de los tramos de edad. El envejecimiento de su población tiene su reflejo en el mayor porcentaje de miembros de la tercera edad, el más numeroso con un 47,75 % del total. El grupo de población activa, es decir, el compuesto por habitantes con edades comprendidas entre los 18 y 65 años, es el segundo más numeroso con un 42,70 %. Por último, y con un 9,55 %, está el grupo de los menores de edad. Este último dato, pone de manifiesto la reducida posibilidad existente de relevo generacional en el municipio.

### Economía
La actividad agropecuaria es la principal fuente de recursos del municipio de Alfaraz. Su término municipal se reparte a partes prácticamente iguales entre terreno arable de secano y pastizal. Respecto a la actividad ganadera, la principal cabaña del municipio es la vacuna, seguida de la ovina. El resto de actividades económicas que se encuentran censadas en el municipio, tienen una representatividad escasa en comparación con las anteriores.
Cobra especial interés el dato de que el territorio municipal de Alfaraz se encuentra incluido dentro de varias denominaciones de origen y marcas de garantía. Este último dato puede otorgar a sus productos agropecuarios un notable valor y reconocimiento. Algunas de estas son la Carne de Ávila, el Lechazo de Castilla y León, el Queso Zamorano, la Harina Tradicional de Zamora y la Ternera de Aliste.

### Transporte y comunicaciones
El acceso al Alfaraz se hace a través de la CL-528. Esta es una carretera autonómica perteneciente a la red básica de Castilla y León, que enlaza la localidad salmantina de Ledesma y la ciudad de Zamora.
Existe una línea regular de viajeros que une a Alfaraz y Viñuela de Sayago con Zamora, la capital provincial. Además, la Junta de Castilla y León ha implementado un sistema de gestión del transporte basado en una petición previa del ciudadano, que se denomina Transporte a la Demanda y que se dirige y organiza desde un centro virtual de transporte. Con él se pretende que los vehículos que prestan los servicios regulares lleguen a los pueblos pequeños y alejados, y por lo tanto peor comunicados, cuando sus habitantes realmente lo necesiten. Este servicio, en el caso de los residentes en el municipio de Alfaraz es cubierto por la línea existente entre Moraleja de Sayago y Bermillo de Sayago.

## Administración y política
El ayuntamiento es el responsable de la vida municipal. Con su plena personalidad jurídica, es el órgano que realiza las funciones de gobierno y administración del municipio. Está presidido por el alcalde, que ostenta la presidencia de la administración local y del pleno municipal, este último formado por los concejales o ediles que, reunidos en pleno, ejercen la potestad normativa a nivel local.
Los miembros del equipo de gobierno municipal, son elegidos mediante sufragio en las elecciones locales convocadas a tal efecto, y en las que el municipio de Alfaraz se constituye en circunscripción electoral. La siguiente tabla, muestra los resultados de las elecciones municipales de Alfaraz en las cuatro últimas convocatorias:
| Partido político | 2019  | 2019       | 2015  | 2015       | 2011  | 2011       | 2007  | 2007       | 2003  | 2003       | 1999  | 1999       |
| Partido político | %     | Concejales | %     | Concejales | %     | Concejales | %     | Concejales | %     | Concejales | %     | Concejales |
| Ahora Decide/AS  | 57,73 | 4          | 44,76 | 4          | -     | -          | -     | -          | -     | -          | -     | -          |
| PP               | 7,22  | 0          | 12,37 | 0          | 58,88 | 5          | 71,54 | 5          | 63,97 | 4          | 73,91 | 5          |
| PSOE             | 31,96 | 1          | 44,76 | 1          | 18,69 | 0          | 16,26 | 0          | 33,82 | 1          | 13,02 | 0          |
| Adeiza           | -     | -          | 0,95  | 0          | -     | -          | -     | -          | -     | -          | -     | -          |
| ZU-UPL           | -     | -          | -     | -          | -     | -          | 18,70 | 0          | -     | -          | -     | -          |
| UC-CDS           | -     | -          | -     | -          | -     | -          | -     | -          | -     | -          | 14,29 | 0          |

De entre el personal del ayuntamiento, destaca la figura del secretario-interventor, que en el caso de Alfaraz su plaza se encuentra agrupada con el vecino ayuntamiento de Moraleja de Sayago.
Ciertos servicios son además proporcionados por la Diputación Provincial de Zamora y, desde 1986, los servicios de abastecimiento de agua son ofrecidos por la mancomunidad Sayagua.
Este municipio cuenta con dos localidades. Al margen del núcleo de población principal, constituido por Alfaraz, también forma parte de este municipio la pequeña pedanía de Viñuela de Sayago.

## Equipamientos y servicios
Educación
Alfaraz no dispone de colegio propio, siendo el CEIP Maite Ledesma, con sede en Almeida de Sayago, el encargado de cubrir los servicios educativos básicos de educación infantil y educación primaria. Debido al carácter obligatorio de esta enseñanza, el centro cuenta con servicios de transporte y comedor.
Los alumnos que comienzan la educación secundaria obligatoria tienen dos opciones, pudiéndose dirigir a uno de los dos centros educativos de referencia territorial:
- En Bermillo de Sayago el IES Arribes de Sayago. Este es el centro de secundaria al que se encuentra adscrito el CEIP Maite Ledesma. También dispone de servicios complementarios de transporte y comedor. En él se imparten los ciclos completos de la ESO (de 1.º a 4.º de la ESO) y dos modalidades de bachillerato: por un lado el de ciencias y tecnología y, por otro, el de humanidades y ciencias sociales.[45]

- En Muga de Sayago el IES José Luis Gutiérrez. En este centro se imparte la educación secundaria y el bachillerato.[46]

La formación profesional no está presente en la comarca de Sayago. Los alumnos de Alfaraz han de desplazarse a Zamora, donde podrán cursar los ciclos formativos de grado superior existentes en sus centros.
Sanidad
Alfaraz cuenta con un servicio médico dispensado por un facultativo que se traslada hasta el pueblo dos días a la semana. Este servicio también es prestado en la pedanía de Viñuela, aunque con una periodicidad de una vez a la semana.
Administrativamente, Alfaraz pertenece a la zona básica de salud de Sayago. Los servicios médicos de esta zona (médico de familia, pediatría, enfermería, …) son prestados por el centro de salud de Sayago situado en Bermillo de Sayago. Este centro de salud, a su vez, cuenta con el Complejo Asistencial de Zamora (Hospital Virgen de la Concha y el Hospital Provincial de Zamora) como hospital de referencia. Este complejo asistencial se encuentra situado en la capital provincial, desde donde cubre las necesidades médicas del área de salud de Zamora.
Servicios sociales
Los servicios sociales básicos (CEAS), son atendidos desde el Centro de Acción Social de Sayago, con sede en Bermillo de Sayago. Desde este centro se ofertan las prestaciones y funciones de su competencia que permitan la mejora de las condiciones de vida de los individuos o colectivos de su territorio, a fin de que puedan desarrollar su plena integración social.
Seguridad ciudadana
La Guardia Civil es la encargada de proteger el libre ejercicio de los derechos y libertades de los ciudadanos, así como garantizar su seguridad. Alfaraz no cuenta con un acuartelamiento propio, siendo los puestos más cercanos los situados en Bermillo de Sayago y Fermoselle.
Abastecimiento
Los servicios básicos son prestados por el ayuntamiento de Alfaraz y por la mancomunidad Sayagua. La mancomunidad se encarga, entre otros servicios, del abastecimiento de agua del municipio y de la recogida y tratamiento de residuos.
Justicia
Cuenta con un juez de paz nombrado por el Tribunal Superior de Justicia de Castilla y León. Alfaraz pertenece administrativamente al partido judicial n.º 2 de Zamora, siendo los juzgados y tribunales situados en Zamora los encargados de administrar justicia.
Otros
Los servicios de notaría y de registro de la propiedad se sitúan en Bermillo de Sayago.

## Cultura

### Patrimonio
Iglesia parroquial de Santa Eulalia
La iglesia parroquial de Alfaraz, bajo la advocación de Santa Eulalia, pertenece organizativamente al arciprestazgo de Sayago y, a su vez, a la diócesis de Zamora.
Destaca por su campanario, con tres amplios ventanales que se rematan con un frontón triangular. 

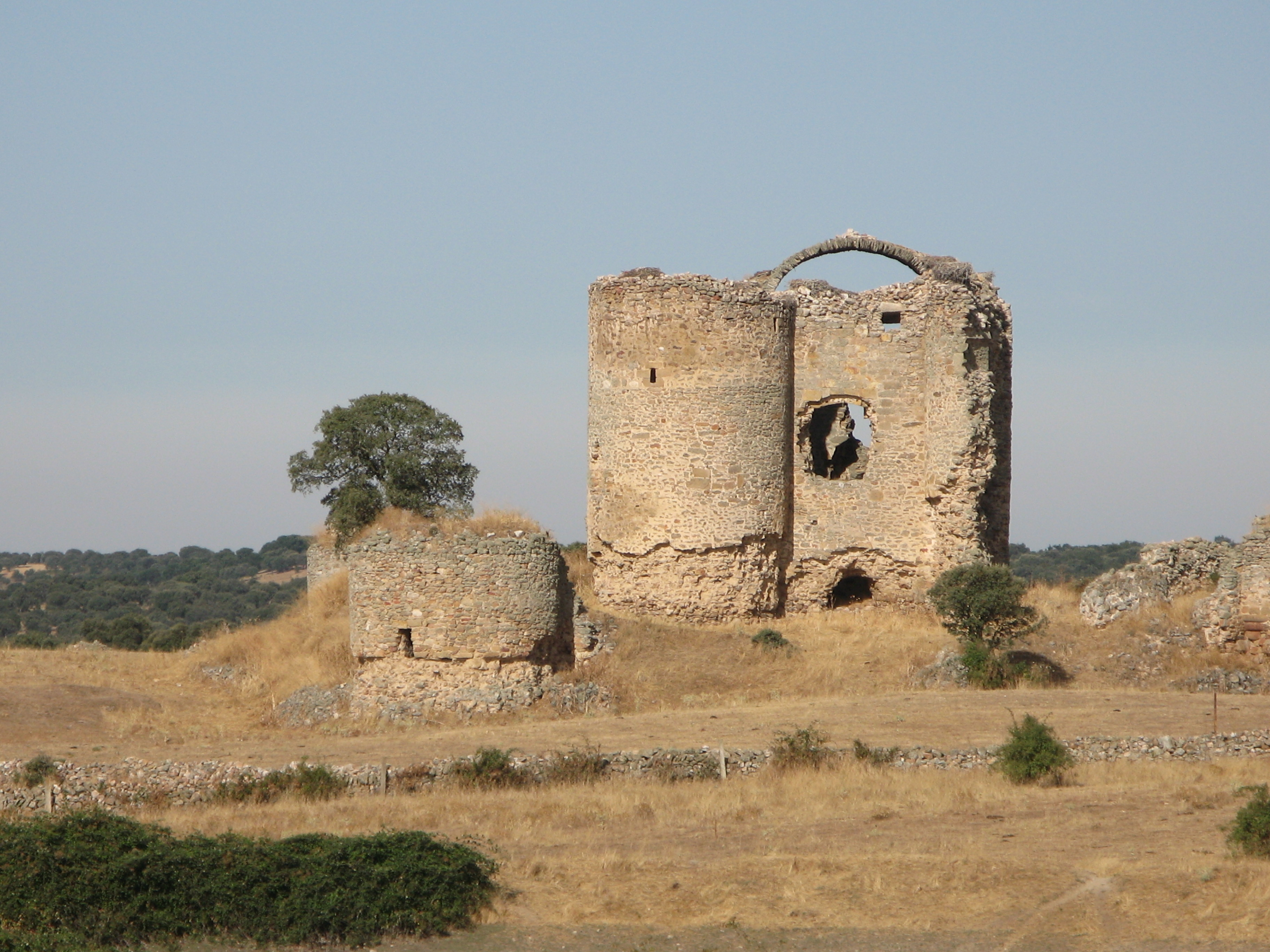
Castillo del Asmesnal
Es uno de los tres existentes en la comarca de Sayago, los otros dos son los de Peñausende y Fermoselle. Se encuentra a unos 8 km de Alfaraz, junto a la carretera que une Zamora con Peñausende y Ledesma. Fue construido en el siglo XII en la línea de defensiva entre Peñausende y Ledesma, en los años que el rey Fernando de León hizo venir de Extremadura a Castrotorafe y Peñausende a los caballeros de la Orden de Santiago. Los restos que presenta en la actualidad se corresponden al siglo XV, junto con las reformas que tuvo en el siglo XVI. Se compone de un torreón cuadrado con cubos en sus ángulos y un recinto exterior, también con cuatro cubos y planta cuadrada. Se piensa que por su ubicación fuera uno de los puntos estratégicos en las guerras contra Portugal.
Palacio del Asmesnal
Fue casa solariega y residencia del obispo cuando perteneció a la diócesis de Zamora. Actualmente se conserva en buen estado.
Iglesia del Asmesnal
En origen románica, aunque ha sido objeto de varias reformas posteriores. En el interior se conserva una placa con el nombre de su constructor, Fernando Nuño. Este último dato da que pensar que se trató de una reconstrucción en la que se utilizaron materiales pétreos procedentes del viejo castillo.
Ermita de Santa María de Torremut
Ermita bajo la advocación de Santa María que en la antigüedad fue iglesia parroquial del despoblado de Torremut. Pertenece, al igual que su cementerio anexo, a la diócesis de Zamora, aunque se encuentra ubicada en una dehesa de propiedad particular.
Hasta hace muy poco tiempo ha conservado en pie gran parte de los elementos estructurales románicos de su único cuerpo, probablemente del siglo XII, aunque en el siglo XVIII fue objeto de varias intervenciones. 
Al interior se accede a través de un pórtico con arco de medio punto. Las cubiertas de la nave son de armadura. En el exterior podían verse canecillos al muro norte, por la parte donde existen varias dependencias ganaderas adosadas. 
De época muy posterior a las fábricas originales es la espadaña triangular –que sobresale por lo afilado del vértice de sus aguas- situada al oeste, y que alberga dos vanos con arcos carpaneles, uno el principal y otro de dimensiones reducidas en el ático. 
El patrimonio mueble consta de varias piezas, entre ellas un calvario que pudo ser rescatado por la diócesis de Zamora.

### Acontecimientos culturales
Durante el 31 de diciembre y el día siguiente por la mañana, tiene lugar una mascarada de invierno, denominada la vaca vayona. Para la ocasión, uno de los lugareños se disfraza con una máscara o careta de corcho con cuernos naturales, un gran cencerro que cuelga en el pecho, una tornadera y unas sayas desarrapadas de mujer. Con estas guisas recorre toda la población, acometiendo a todos los moradores del lugar con el fin de conseguir su aportación monetaria o en especie.

### Fiestas
Algunas de las fiestas más populares de Alfaraz son San Isidro el 15 de mayo, el Ofertorio en la primera semana de octubre y las fiestas del emigrante en la última semana de agosto.